# 누누 발렌트
누누 조르제 페헤이라 다 실바 발렌트(포르투갈어: Nuno Jorge Pereira da Silva Valente, 1974년 9월 12일, 포르투갈 리스본)은 포르투갈 출신의 전 프로 축구 선수이다. 포지션은 수비수이며 왼쪽 풀백의 위치에서 활약하였다. 전 소속팀인 에버턴과 2009년 6월에 계약을 해지한 뒤 은퇴를 선언하였다. FC 포르투에서 발렌트는 소속팀이 UEFA컵과 UEFA 챔피언스리그에서 우승하는 데에 기여를 하였다.

## 우승 경력
- UEFA 챔피언스리그 우승 : 2003-2004
- UEFA컵 우승 : 2002-2003
- 인터콘티넨털컵 우승 : 2004
- 포르투갈 리가 : 2002-2003, 2003-2004
- 포르투갈 컵 : 2002-2003
- 포르투갈 수퍼 컵 : 2002, 2003